# Homicide (film)
Homicide è un film statunitense del 1991 scritto e diretto da David Mamet e interpretato da Joe Mantegna, William H. Macy e Ving Rhames.

## Trama
Bobby Gold è un detective della omicidi sulle tracce di Robert Randolph, uno spacciatore e killer di poliziotti nella lista dei dieci più ricercati dell'FBI. Sulla strada per catturare un complice di Randolph, Gold e il suo partner Tim Sullivan si imbattono nella scena di un omicidio: l'anziana proprietaria ebrea di un negozio di dolciumi in un ghetto è stata uccisa a colpi di arma da fuoco, e secondo alcuni residenti la causa sarebbe una "fortuna" nascosta nel suo seminterrato. Il figlio della donna deceduta, un ricco dottore, usa il suo potere per far assegnare Gold al caso nella convinzione che questi, essendo lui stesso ebreo, segua il caso in modo più determinato. Gold, tuttavia, non sembra tenere in considerazione la sua etnia ed è irritato per essere stato sottratto da un caso di molto più alto profilo. In definitiva, tuttavia, ciò è compensato dalle interazioni con i membri della comunità ebraica che giocano sui sentimenti di inadeguatezza e incapacità di inserirsi di Gold.
Un'indagine notturna della scena del crimine scopre un pezzo importante del passato della donna e la riluttanza di Gold si trasforma in curiosità, portando alla scoperta di un'organizzazione sionista che opera in città. L'apparente potere e il senso di orgoglio di queste persone attirano Gold e tenta di entrare a far parte del loro gruppo. Gold si trova in una serie di circostanze che mettono alla prova non solo la sua lealtà al distintivo, ma anche la sua ritrovata coscienza ebraica.
Gold scopre che la vecchia un tempo stava correndo con le armi per un gruppo di liberazione ebraica. Il gruppo sta tentando di proteggere la propria gente dalle minacce all'interno della comunità. Quando gli viene chiesto di rubare una lista dalle prove della polizia per proteggere il gruppo, Gold si oppone e viene rifiutato dai leader del gruppo ebraico per aver negato la sua fede.
Chiedendo l'aiuto di una donna ebrea del gruppo, Gold viene condotto in un negozio di giocattoli della città che si conferma essere una roccaforte segreta di simpatizzanti nazisti, piena di propaganda antiebraica; vedendo questo esplode di rabbia danneggiando della merce esposta. L'azione è mirata a dimostrare che le paure del pericolo per i gruppi ebraici e l'antisemitismo erano vere e prima di uscire piazza una valigetta esplosiva quale messaggio per i nazisti, distruggendo la roccaforte/negozio di giocattoli.
Viene nuovamente avvicinato dal gruppo ebraico per recuperare l'elenco dalle prove della polizia. Quando rifiuta, il gruppo gli mostra le fotografie dei suoi atti al negozio di giocattoli, tentando di ricattarlo affinché lo assista.
Poco dopo, a causa dell'incontro con il gruppo ebraico, Gold arriva in ritardo all'incursione per catturare Randolph e lì trova Sullivan che muore tra le sue braccia, ucciso da un colpo di arma da fuoco. Pieno di rabbia, carica attraverso l'edificio ma perde la sua pistola. Come arma di ripiego si avvolge una catena arrugginita attorno al braccio e raggiunge Randolph che sta tentando di scappare attraverso il seminterrato. Randolph gli spara e parla dei suoi ultimi momenti. Gold lo informa che è stata la sua stessa madre a denunciarlo, guadagnandosi un altro colpo di pistola. Gold gli dà quindi un passaporto falso e l'appunto per l'incontro organizzato da sua madre, mentre un agente di polizia gira l'angolo e spara a Randolph al petto, immobilizzandolo.
Gold torna al distretto con le parole di scuse dei suoi colleghi agenti di polizia. Viene a scoprire che la vecchia è stata uccisa da una coppia di giovani ragazzi neri, nel tentativo di ottenere la "fortuna" nascosta nel suo seminterrato.

## Distribuzione
Il film stato presentato al Festival di Cannes 1991.
Nel 1992 il film è stato distribuito in home video in formato VHS.
L'8 settembre 2009, il film è stato distribuito in DVD dalla Criterion Collection. Questa versione, approvata dal regista, include un commento audio con Mamet e Macy, oltre a interviste al cast e una gag reel.

## Accoglienza
Roger Ebert lo ha elogiato, assegnandogli quattro stelle su quattro. Il film ha una valutazione dell'88% su Rotten Tomatoes sulla base di 25 recensioni.